# St.-Remigius-Kirche (Albersdorf)

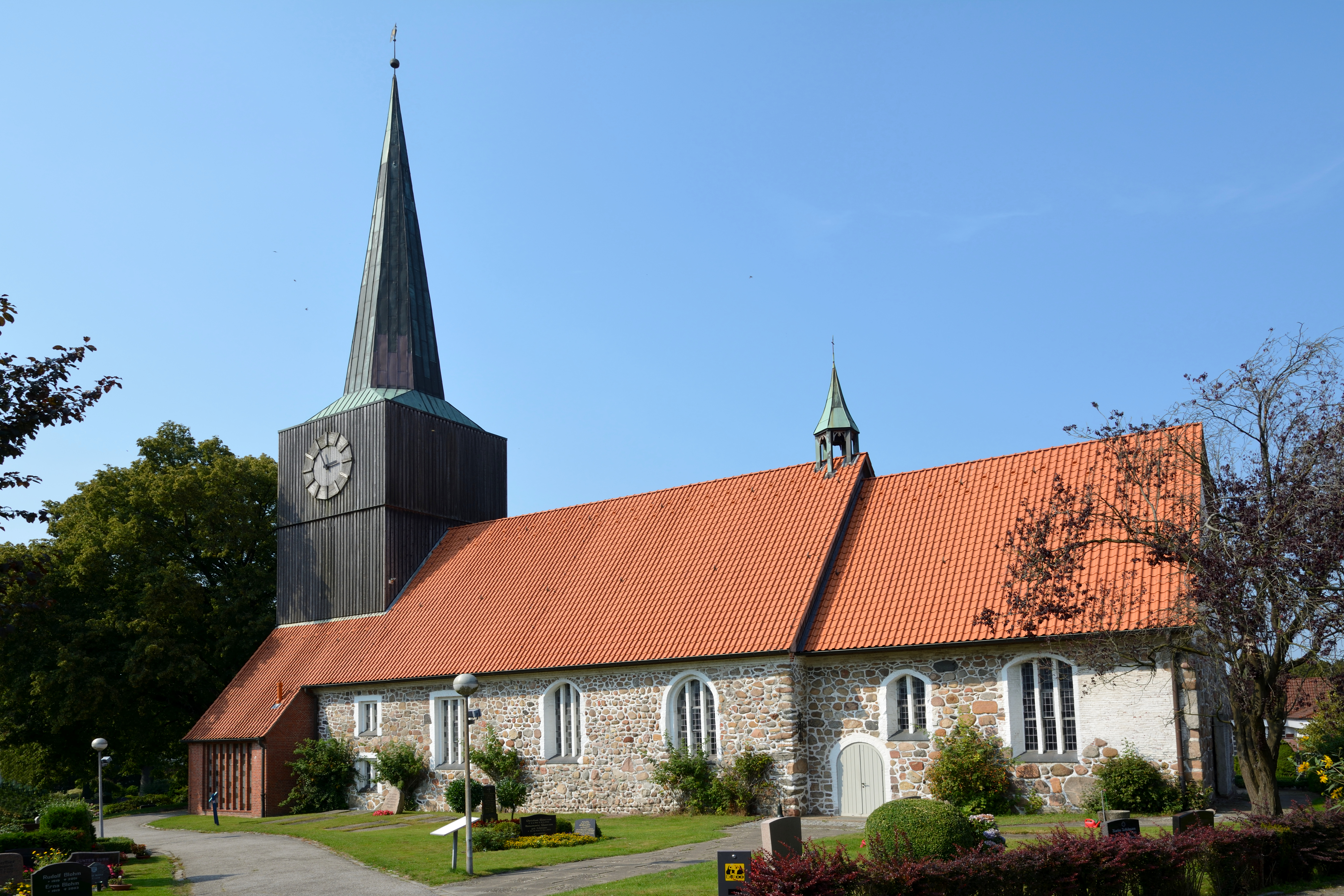
Blick auf die St.-Remigius-Kirche

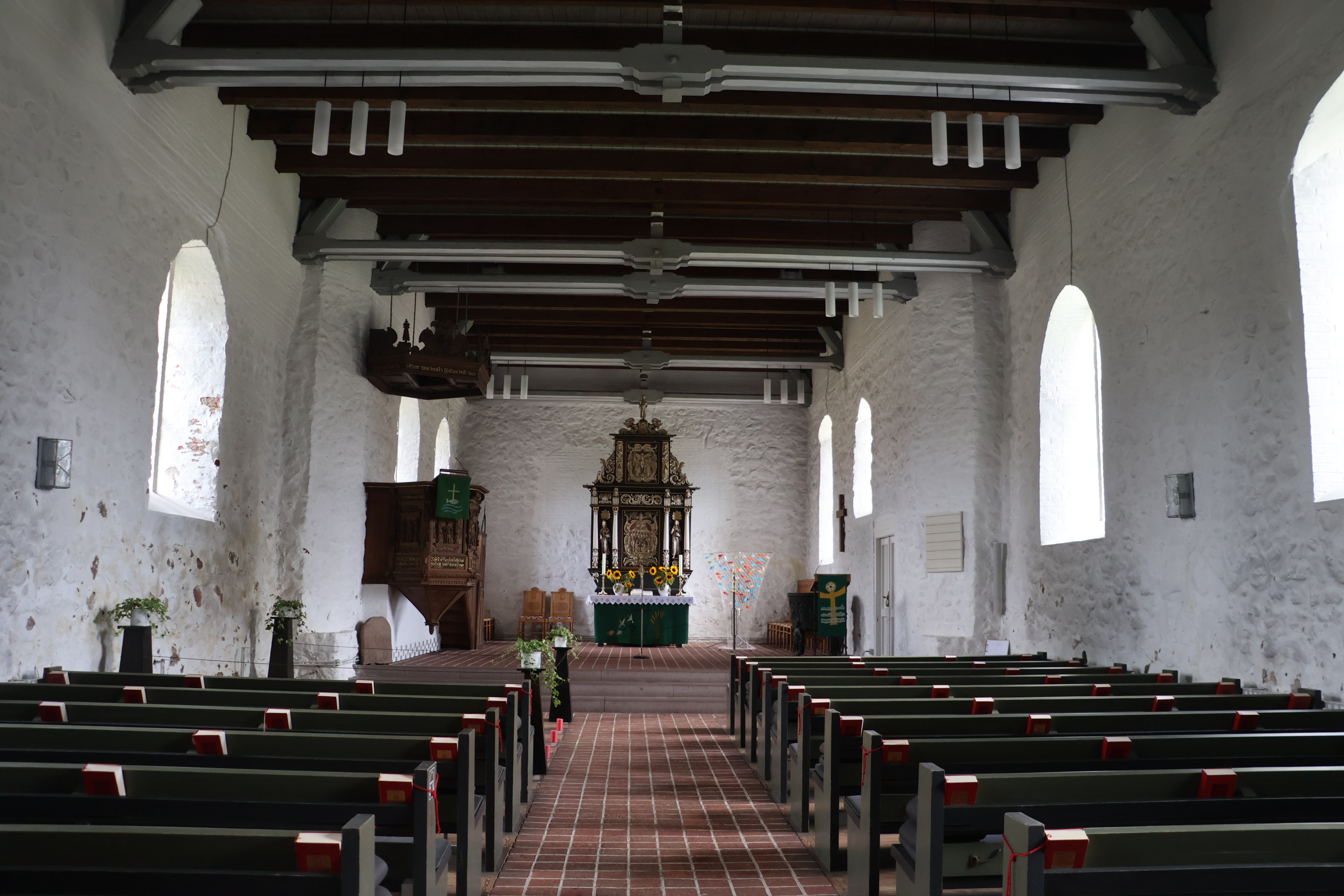
Innenraum der St.-Remigius-Kirche

Die St.-Remigius-Kirche in Albersdorf in Dithmarschen ist eine mittelalterliche Feldsteinkirche. Die evangelisch-lutherische Kirchengemeinde Albersdorf gehört zum Kirchenkreis Dithmarschen und ist somit Teil der Evangelisch-Lutherischen Kirche in Norddeutschland.

## Bau und Geschichte
Die erste urkundliche Erwähnung der Kirche mit dem Patrozinium des Bischofs Remigius von Reims stammt aus dem Jahr 1281. Der Bau der romanischen Feldsteinkirche selbst ist vermutlich auf die Zeit um 1200 zu datieren. Ein Indiz für diese frühe Datierung ist ein aus Albersdorf stammender, vor 1200 hergestellter überlebensgroßer Kruzifixus eines Triumphkreuzes, der 1893 dem Dänischen Nationalmuseum in Kopenhagen geschenkt wurde. Das Kirchspiel wurde vermutlich aus dem schon 1070 bezeugten Urkirchspiel der St.-Martin-Kirche in Tellingstedt abgespalten. Die aus Kirchenschiff und Chor bestehende Kirche hatte ursprünglich einen Rundturm an der Westseite, wie er bei der St.-Bartholomäus-Kirche in Wesselburen und – als Stumpf – bei der St.-Andreas-Kirche in Weddingstedt erhalten ist. Im Erdgeschoss des Turmes befand sich ein mit einem Kuppelgewölbe versehener Raum, der von der Kirche aus zugänglich war. Der Turm diente möglicherweise als Wehrturm. Die Glocken hingen in einem gesonderten Glockenturm.
Der Feuersbrunst, die am 7. Juni 1594 ein Großteil des Dorfes niederbrannte, fiel auch die Kirche samt dem Glockenturm und dem Rundturm zum Opfer. Die Kirche konnte mit Mitteln einer Landeskollekte wieder hergestellt werden, zu der alle Dithmarscher Gemeinden mit Ausnahme von Büsum beitrugen. Auf dem Schuttkegel des Rundturms, unter dem das Turmgewölbe erhalten blieb, wurde ein neuer, hölzerner Glockenturm errichtet. König Christian IV. stiftete zwei neue Glocken.
Im Verlauf des Torstenssonkrieges wurde 1644 die Kirche verwüstet. Im folgenden Jahr gab die Gemeinde einen neuen Altar in Auftrag.
Um Platz für die gewachsene Gemeinde zu schaffen, gestaltete der Kirchenbaumeister Johann Georg Schott (1690–1753) die Kirche 1733 um. Durch den Abbruch des Chorbogens erschien sie nun als Saalkirche. An der Nord- und Westseite wurden Emporen eingezogen. Eine Renovierung, bei der die figürliche Bemalung von Decke und Empore überstrichen wurde, fand 1843 statt.

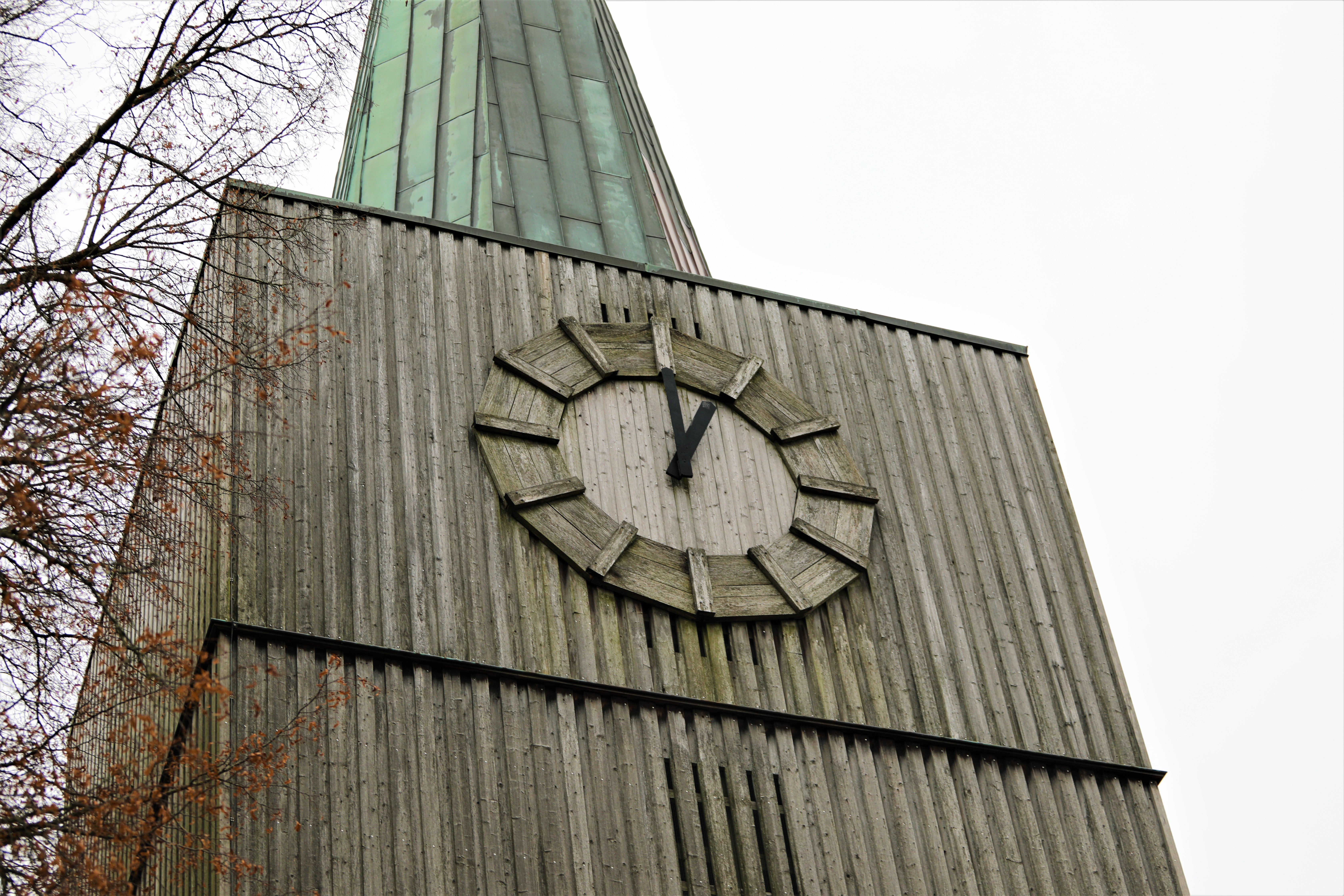
Turmuhr

Am 21. September 1866 brannte der hölzerne Glockenturm nieder und auch ein Teil des mit Holzschindeln gedeckten Kirchendachs fing Feuer. Das mittelalterliche Gewölbe des Rundturms brach zusammen und wurde abgetragen. Für die geplante Anschaffung einer Orgel wurde das Kirchenschiff nach Westen erweitert. Die Kirche erhielt einen neugotischen Ziegelturm, der 1869 fertiggestellt war. Das Dach der Kirche wurde mit Schieferplatten gedeckt und erhielt einen Dachreiter. Die Südwand wurde mit größeren Fenstern versehen und passend zum Turm mit Backsteinen verkleidet. Als 1889 endlich die Orgel angeschafft wurde, ersetzte man die bisherige flache Balkendecke durch ein hölzernes, geknicktes Tonnengewölbe. Um die Stabilität des Bauwerks zu gewährleisten, bleiben einige Querbalken erhalten. An der Ostwand über dem Altar wurden biblische Szenen an die Wand gemalt. Gleichzeitig wurden das Kastengestühl und die Westempore, soweit sie in den Chor hineinreichte, entfernt. Im selben Jahr wurde der Westeingang geschaffen, der die mittelalterlichen Seiteneingänge ersetzte.
Um 1960 erwies sich der neugotische Turm als einsturzgefährdet. Der Vorschlag, ihn abzubrechen und durch einen freistehenden Glockenturm aus Beton zu ersetzen, führte zu einem Sturm der Entrüstung. Daraufhin wurde der Turm durch eine hölzerne Ummantelung gesichert. Die Turmuhr ist die einzige Kirchenuhr in Schleswig-Holstein mit einem hölzernen Ziffernblatt. Im Inneren strebte man eine Wiederherstellung des mittelalterlichen Zustandes an. Die Fenster wurden mit modernen Materialien mittelalterlichen Formen nachempfunden und die Seitenempore abgerissen. Erneut wurde eine flache Balkendecke eingezogen – allerdings wegen der Orgel höher als ursprünglich. Die mittelalterliche Deckenhöhe und der Ansatz der Holztonne sind noch zu erkennen.

## Ausstattung

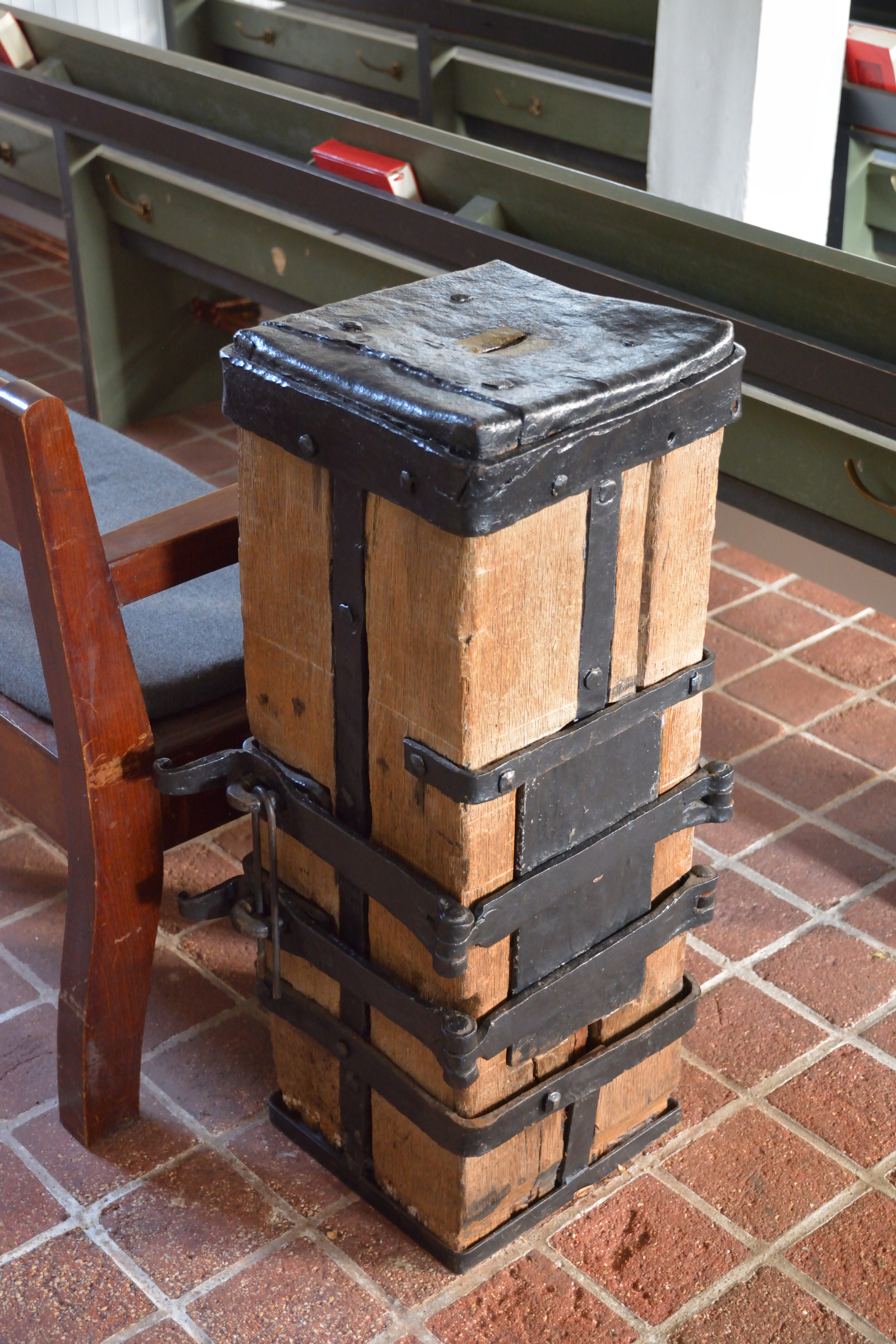
Opferstock
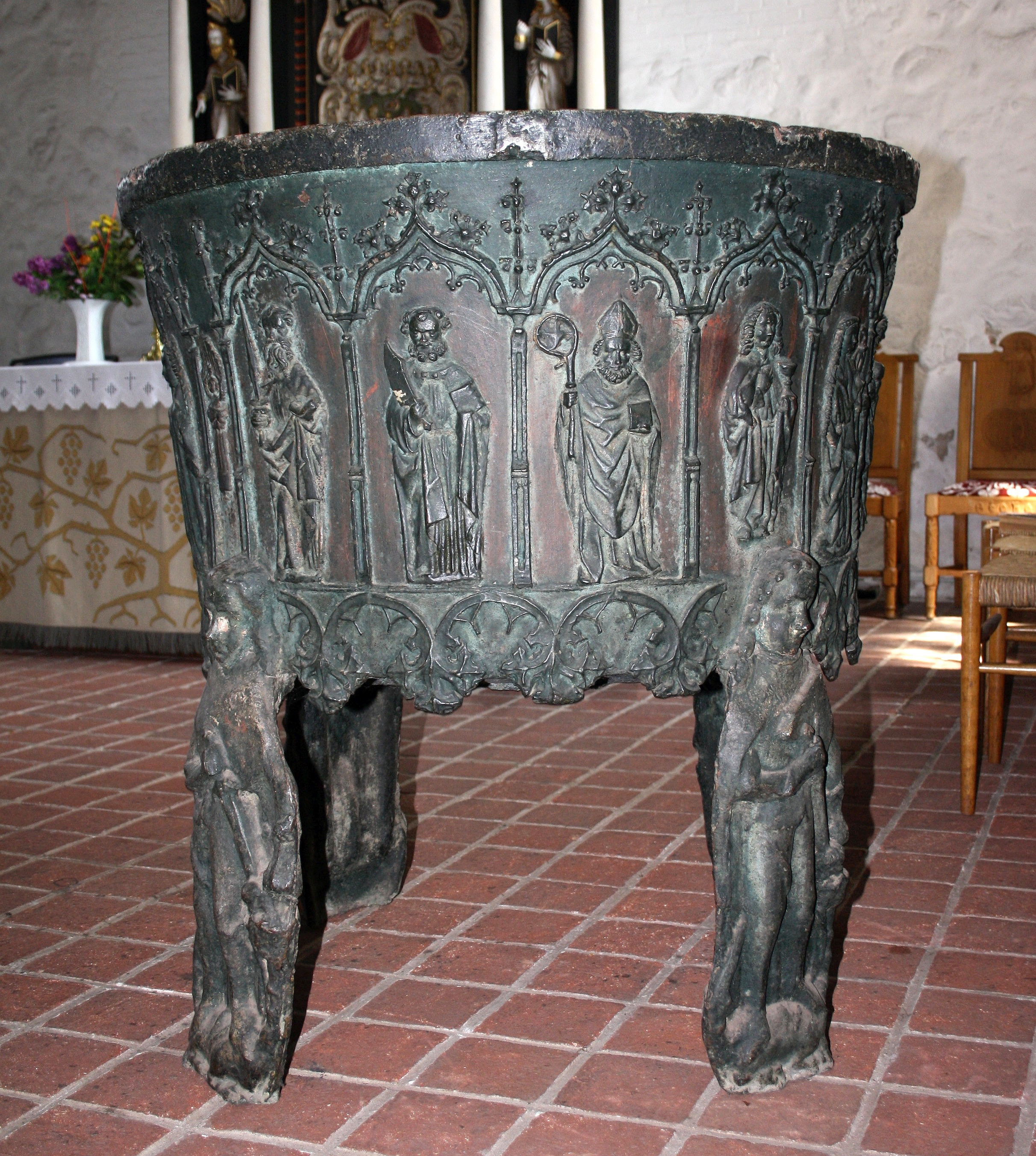
Taufbecken
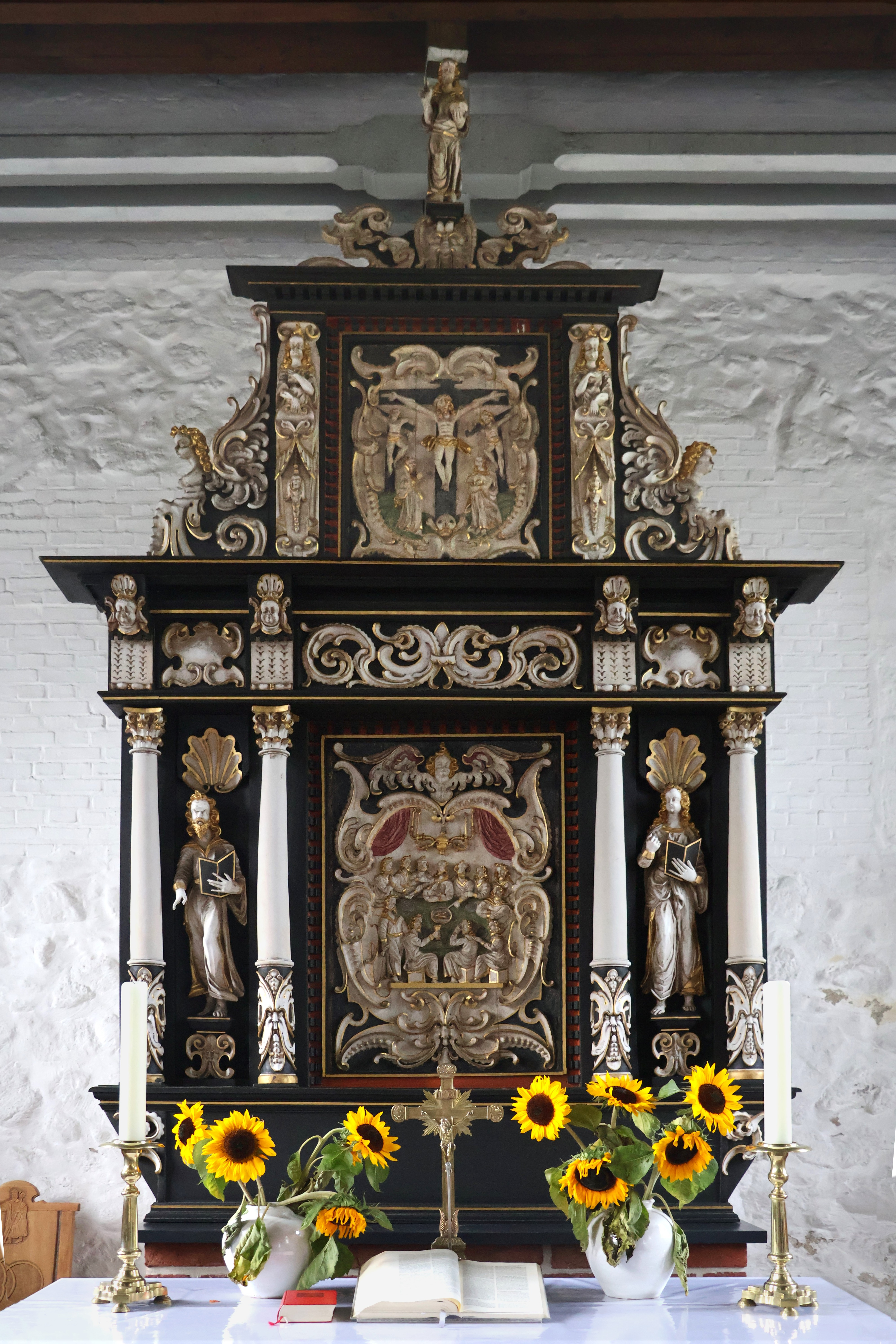
Altarretabel
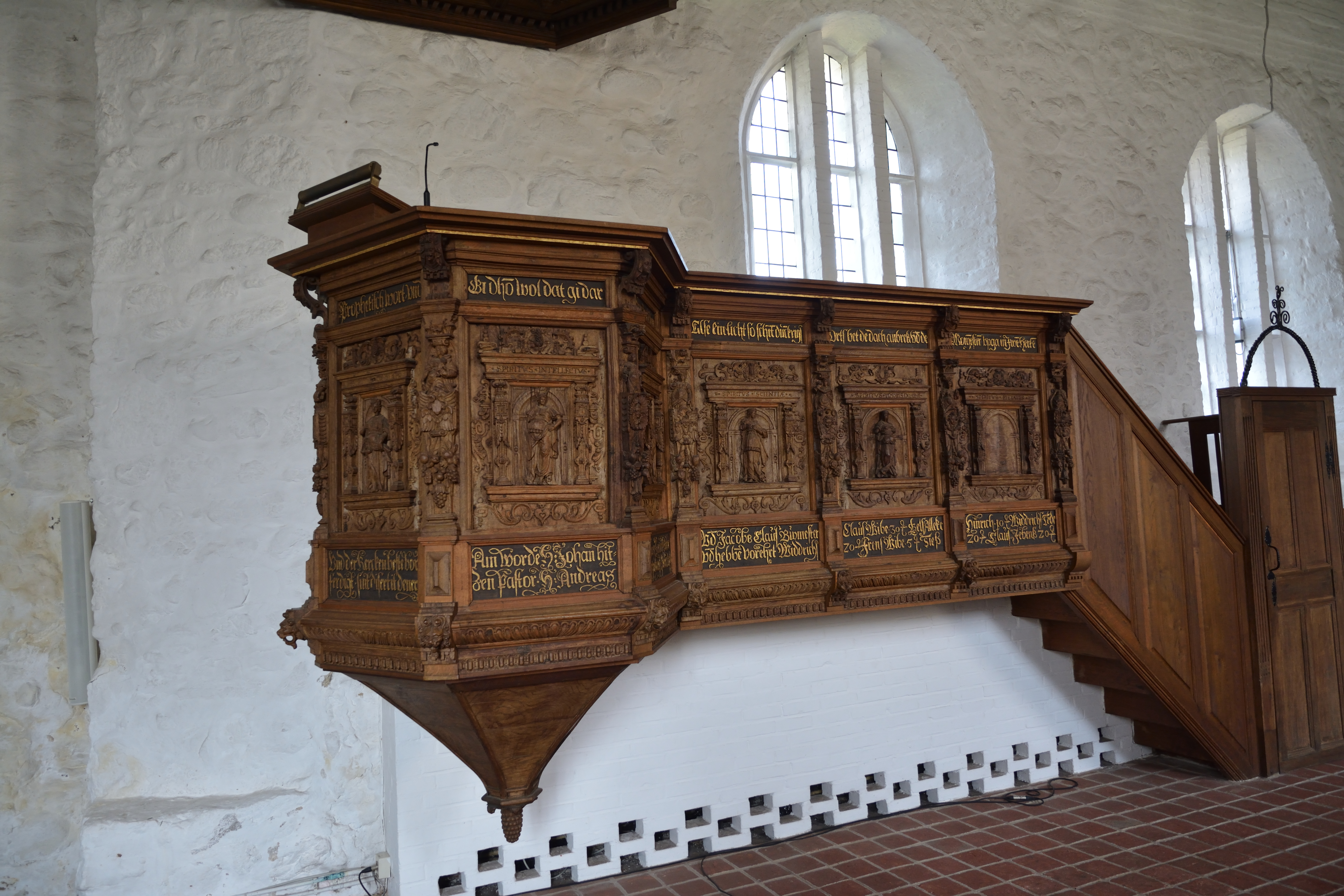
Kanzel

Ein Großteil der erhalten gebliebenen Kirchenausstattung stammt aus der ersten Hälfte des 17. Jahrhunderts. Bei den Renovierungen 1890 und 1963–1966 wurde fast die gesamte weitere Ausstattung entfernt, die im Laufe der Jahrhunderte angeschafft oder geschenkt worden war, darunter Pastorenbilder und die Abendmahlsbänke. Erhalten blieb außer den Prinzipalstücken und einer Gestühlswange ein aus einem Baumstamm gefertigter, eisenbeschlagener Opferstock mit mehreren Sicherheitsschlössern aus dem 15. Jahrhundert, in dem auch heute noch die Kollekte gesammelt wird.

### Taufbecken
Das gotische bronzene Taufbecken ist nach dem an das Kopenhagener Museum abgegebenen Kruzifixus das älteste in der Kirche verbliebene Ausstattungsstück. Das Bildprogramm auf der Fünte zeigt unter Kielbogenarkaden die Taufe Jesu und die Gottesmutter Maria mit Kind, die Apostel Petrus, Matthias, Philippus, Johannes, Jacobus den Jüngeren, Jacobus den Älteren, Bartholomäus und Paulus sowie Katharina von Alexandrien und einen möglicherweise als den Patroziniumsheiligen Remigius zu identifizierenden Bischof mit Bischofsstab und Mitra. Da die Reihe der Kielbogenarkaden nicht ganz den Umfang des Beckens erreicht, ist zusätzlich ein kleinerer, Laute spielender Engel angebracht. Das Becken wird von vier Figuren des Drachenkämpfers Georg getragen. Eine Inschrift ist nicht vorhanden, deshalb ist auch die Datierung nicht eindeutig möglich. Wegen seiner Ähnlichkeit mit Tauffünten von Ghert und Hinrich Klinghe wird es der Klinghe-Werkstatt zugeschrieben. Nach deren Lebens- und Wirkungszeiten wird meist „um 1470“ als Entstehungsdatum genannt. Richard Haupt datierte die Tauffünte dagegen schon auf das Ende des 14. Jahrhunderts und gibt eine Quelle wieder, nach der das Alberstedter Taufbecken 1402 nach Hohenwestedt verbracht und erst nach 1500 wieder zurückgekommen sei.
Ein hölzerner Deckel für die Taufe, der Mitte des 17. Jahrhunderts vermutlich in der Werkstatt von Jürgen Heitmann hergestellt wurde, wurde bei der Renovierung 1889/90 entfernt. Sein Verbleib ist unbekannt.

### Kanzel
Die 1621 im Stil der Renaissance geschnitzte Kanzel ist ein Werk des Rendsburgers Bildschnitzers Hans Peper. Ehe die Prediger, der Kirchspielvogt und zwei „Baumänner“ genannte für die Kirchenfinanzen zuständige Juraten den Auftrag vergaben, besichtigten sie die von Peper 1618 für die Severinkirche in Hademarschen hergestellte Kanzel. Die Albersdorfer Kanzel hat ein ähnliches Bildprogramm wie die 2003 beim Kirchenbrand vernichtete Hademarschener Kanzel, aber anders als diese niederdeutsche Texte.
Die Kanzel befand sich ursprünglich auf der Nordseite des Chorbogens und ist heute etwa an derselben Stelle am Übergang zwischen Chor und Kirchenschiff aufgestellt. Sie hat einen langen Aufgang vom Chor her, so dass der Prediger sie direkt aus seinem Gestühl betreten konnte. Das Pastorengestühl sowie die ursprüngliche Treppe sind jedoch nicht erhalten. Die sieben Tafeln der Brüstung tragen Reliefs, die die christlichen Tugenden oder Gaben des Heiligen Geistes darstellen, allegorisch verkörpert durch weibliche Gestalten: Spiritus sapientiae (Weisheit), consilii (Rat), intellectus (Verstand), fortitudinis (Stärke), scientiae (Erkenntnis), timoris Domini (Gottesfurcht) und pietatis (Frömmigkeit). Die Figur der Frömmigkeit neben der erneuerten Kanzeltreppe ist verloren. Die einzelnen Felder werden durch Hermen voneinander getrennt. Über den Bildfeldern steht der aus der niederdeutschen Bugenhagenbibel übernommene Bibelvers 2 Petr 1,19 , darunter die Namen zweier Prediger, des Kirchspielvogts und der „Baumänner“ sowie einiger Stifter samt dem von ihnen gegebenen Geldbetrag. Der Schalldeckel trägt den Vers Joh 14,23  ebenfalls in Niederdeutsch.

### Altar
Das Altarretabel entstand 1645/47. Es ist ein Werk von Jürgen Heitmann dem Jüngeren, den die Gemeinde nach Besichtigung des Altars, den Heitmann ein paar Jahre zuvor für die Kirche in Schenefeld hergestellt hatte, zusammen mit den Abendmahlsbänken und wohl auch dem Taufdeckel in Auftrag gab. Der im manieristischen Knorpelstil hergestellte Altarausbau hat den typischen Geschossaufbau renaissancezeitlicher Altäre. Das Hauptbild zeigt ein Relief des Abendmahls, flankiert von Figuren eines lesenden Paares. Darüber befindet sich die Kreuzigung. Gekrönt wird das Retabel mit einer Schnitzfigur des Salvator Mundi. Die ursprüngliche Fassung wurde 1890 entfernt und 1963 rekonstruiert. Auf der heute einfarbigen Predella standen bis 1963 die Einsetzungsworte.
Die zehn gemalten Tafeln an der Orgelempore, die ebenfalls aus dem 17. Jahrhundert stammen und Szenen aus der Passionsgeschichte zeigen, befanden sich bis 1963 am Altartisch.

## Orgel

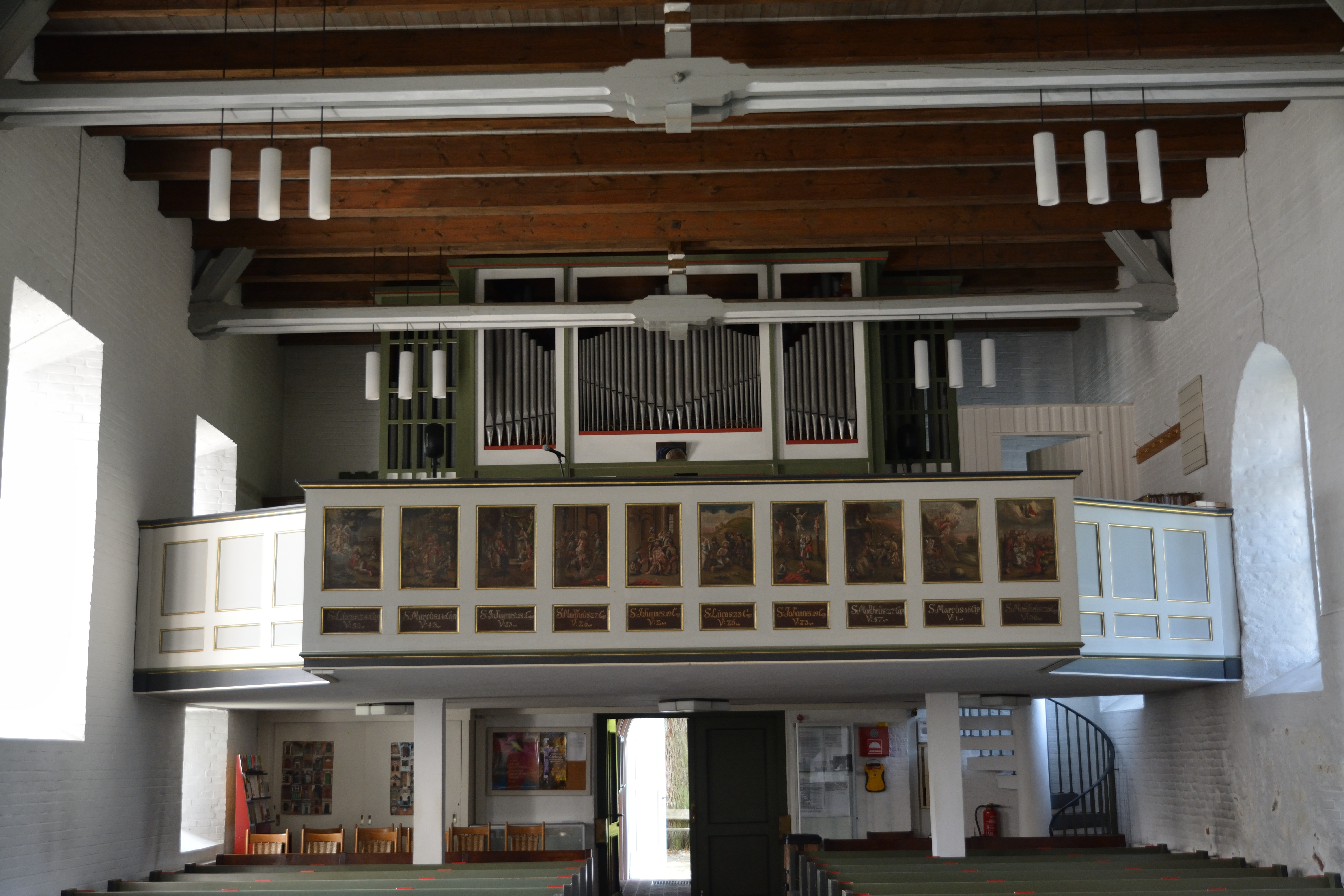
Orgel und Orgelempore

Eine Orgel erhielt die Kirche erst 1891. Das ursprüngliche Werk stammt von Marcussen & Søn, wurde aber von dem Lübecker Orgelbaubetrieb Emanuel Kemper neobarock umgebaut. Der neugotische Prospekt wurde in den 1960er Jahren durch einen modernen ersetzt. In den 2000er Jahren wurde die Orgel neu romantisch intoniert. Die Disposition lautet:
| I Hauptwerk C–f3 |             |        |
| 1.               | Prinzipal   | 8′     |
| 2.               | Rohrflöte   | 8′     |
| 3.               | Oktave      | 4′     |
| 4.               | Koppelflöte | 4′     |
| 5.               | Quinte      | 2 ⁄3′  |
| 6.               | Oktave      | 2′     |
| 7.               | Terz        | 1 3⁄5′ |
| 8.               | Mixtur IV-V |        |
| 9.               | Trompete    | 8′     |

| II Oberwerk (schwellbar) C–f3 |                 |       |
| 10.                           | Gedackt         | 8′    |
| 11.                           | Prinzipal       | 4′    |
| 12.                           | Gedacktflöte    | 4′    |
| 13.                           | Oktave          | 2′    |
| 14.                           | Sesquialtera II | 2 ⁄3′ |
| 15.                           | Scharff IV      |       |
| 16.                           | Krummhorn       | 8′    |
|                               | Tremulant       |       |

| Pedal C–d1 |            |     |
| 17.        | Subbaß     | 16′ |
| 18.        | Oktavbaß   | 8′  |
| 19.        | Gedacktbaß | 8′  |
| 20.        | Flöte      | 4′  |
| 21.        | Fagott     | 16′ |
| 22.        | Schalmei   | 4′  |

- Koppeln: II/I, I/P, II/P
- Traktur: Schleifladen, vollmechanisch

## Glocken
Die 1832 und 1852 umgegossenen alten Bronzeglocken fielen dem Brand von 1866 zum Opfer. 1869 wurden drei neue Glocken angeschafft.

## Entstehungssage
Wie zu vielen anderen Kirchen gibt es auch zu der Albersdorfer Kirche eine ätiologische Sage, die den Standort erklären sollte: Man überließ die Ortswahl einem Schimmel, den man über Nacht frei ließ. Bei Sonnenaufgang fand man ihn neben einem Fliederbusch und baute an dieser Stelle die Kirche.

## Gemeinde
Zur Kirchengemeinde gehören die zehn Kommunalgemeinden des ehemaligen Amts Kirchspielslandgemeinde Albersdorf mit insgesamt rund 7500 Einwohnern, von denen etwa 4200 der Kirchengemeinde angehören. Zum Gemeindeleben gehören zwei Seniorenkreise, ein sozial-diakonisches Angebot, "die warme Stube", eine Jungschar, ein Pfadfinderstamm des REGP, Konfirmanden- und Teamerarbeit, Kinderkirche, Kirchenkino, ein Stammtisch rund um Glaubensfragen sowie ein Kirchenchor. Die Gemeinde verfügt über zwei Pfarrstellen. Neben den Pastoren zeichnen etwa 50 Menschen - Ehren- wie Hauptamtliche verantwortlich für die Gemeindearbeit. Außer der St.-Remigius-Kirche dient der Gemeinde die Kirche „Zum Guten Hirten“ in Schafstedt als Gottesdienststätte. In der Kirchengemeinde gibt es sechs Kindergärten in kirchlicher Trägerschaft. Zusammen mit den benachbarten Kirchengemeinden Tellingstedt, Pahlen und Delve bildet die Kirchengemeinde Albersdorf die Region bzw. das Kirchspiel „Geest“.